# Angermunder See
Der Angermunder See ist ein 45 ha. großer, öffentlich zugänglicher Baggersee, der unweit des Flughafens im Norden Düsseldorfs, im Stadtbezirk 5 zwischen den Ortsteilen Kalkum und Angermund liegt. Zusammen mit den zwei weiteren nicht-öffentlich zugänglichen Angelgewässern Heiderloch und Schmitzsee gehört er zu den renaturierten Angermunder Sand- und Kiesgruben.

## Lage
Geographisch liegt der Angermunder See überwiegend in der Gemarkung Kalkum, in den Fluren 4 und 5, nur ein einziges Flurstück gehört zur Gemarkung Angermund (Flur 13). Auf dem Stadtplan findet man den Angermunder See zwischen der „Lünen’schen Gasse“ im Süden und der Straße „Zur Lindung“ im Norden. Im Westen begrenzt die viergleisige Bahnstrecke Köln–Duisburg (Fernbahn-Strecke 2650 und S-Bahn-Strecke 2670) den See, im Osten der Angerbach und Kalkumer Wald mit der Überangermark. Der früher von Angermund nach Kalkum führende „Rodendeich“ wurde durch die Sand- und Kiesgewinnung unterbrochen.

## Entstehung des Sees
Die Ausbaggerung erfolgte durch die Niederrheinische Kies- und Sandwerke GmbH & Co. KG ab Ende der 1960er Jahre bis ca. 1998, als die letzten Fördereinrichtungen abgebaut wurden.  Nach Beendigung des Sand- und Kiesabbaus wurden die Baggerlöcher renaturiert.
In historischen Luftbildern ist die Entstehung der Seen zu erkennen.

## Geologie und Bodenvorkommen
Beim Boden im Umfeld des Sees handelt es sich um tonigen Schluff bis schluffigen Lehm über schwach kiesigem Sand aus der Hochflutablagerung (Pleistozän / Holozän) über einer Niederterrasse aus dem Pleistozän.

## Freizeitnutzung
Freizeitnutzung findet am Angermunder Sees mindestens seit Mitte der 1980er Jahre statt, ältere Seebesucher berichten den See seit dieser Zeit aufzusuchen. Den besten Blick auf den See hatte man in früheren Jahren von der Bahnstrecke aus, als zwischen der Hauptstrecke der Bahn und dem See kaum Vegetation die Sichtbeziehung einschränkte. An heißen Sommertagen bewarb der See sich selbst, indem Fahrgäste in den Zügen die zahlreichen Seebesucher erblicken konnten und der See schon vor über 40 Jahren einen idyllisch gelegenen Sehnsuchtsort darstellte. So lässt sich auch das Einzugsgebiet der Seebesucher erklären, die nicht nur aus Düsseldorf, sondern aus dem nahen Ruhrgebiet oder von weiter her den See besuchen. Seit dem 1. Juni 1990 gibt es den Windsurfing Club Angermund e.V. Der See verfügt über mehrere Liegewiesen, einige davon werden textilfrei genutzt.
Die zukünftige Nutzung des Angermunder Sees ist umstritten. Die Bezirksvertretung 5 der Stadt Düsseldorf hat ein Konzept ausarbeiten lassen, das die Umwandlung eines Großteils des Sees in ein Naturschutzgebiet vorsieht. Dies hätte zur Folge, dass große Teile der Uferzonen des Sees nicht mehr betreten werden dürfen. Zusätzlich dazu soll eine Angler-Zone entstehen. Das Baden im See soll grundsätzlich unterbunden werden.
Eine Bürgerinitiative wendet sich gegen diese Pläne und fordert, dass der Zugang zum See weiterhin für alle Bürger möglich ist. Dazu wurde eine Online-Petition an den Oberbürgermeister der Stadt Düsseldorf gestartet.

Angermunder Baggersee, vom Nordosten aus gesehen